# Niederrossau
Niederrossau ist ein Ortsteil der Gemeinde Rossau im Landkreis Mittelsachsen (Freistaat Sachsen). Er wurde am 1. Juli 1950 mit Weinsdorf und Oberrossau zur Gemeinde Rossau zusammengeschlossen. In Niederrossau befindet sich das Gemeindeamt der Gemeinde Rossau.

## Geografie

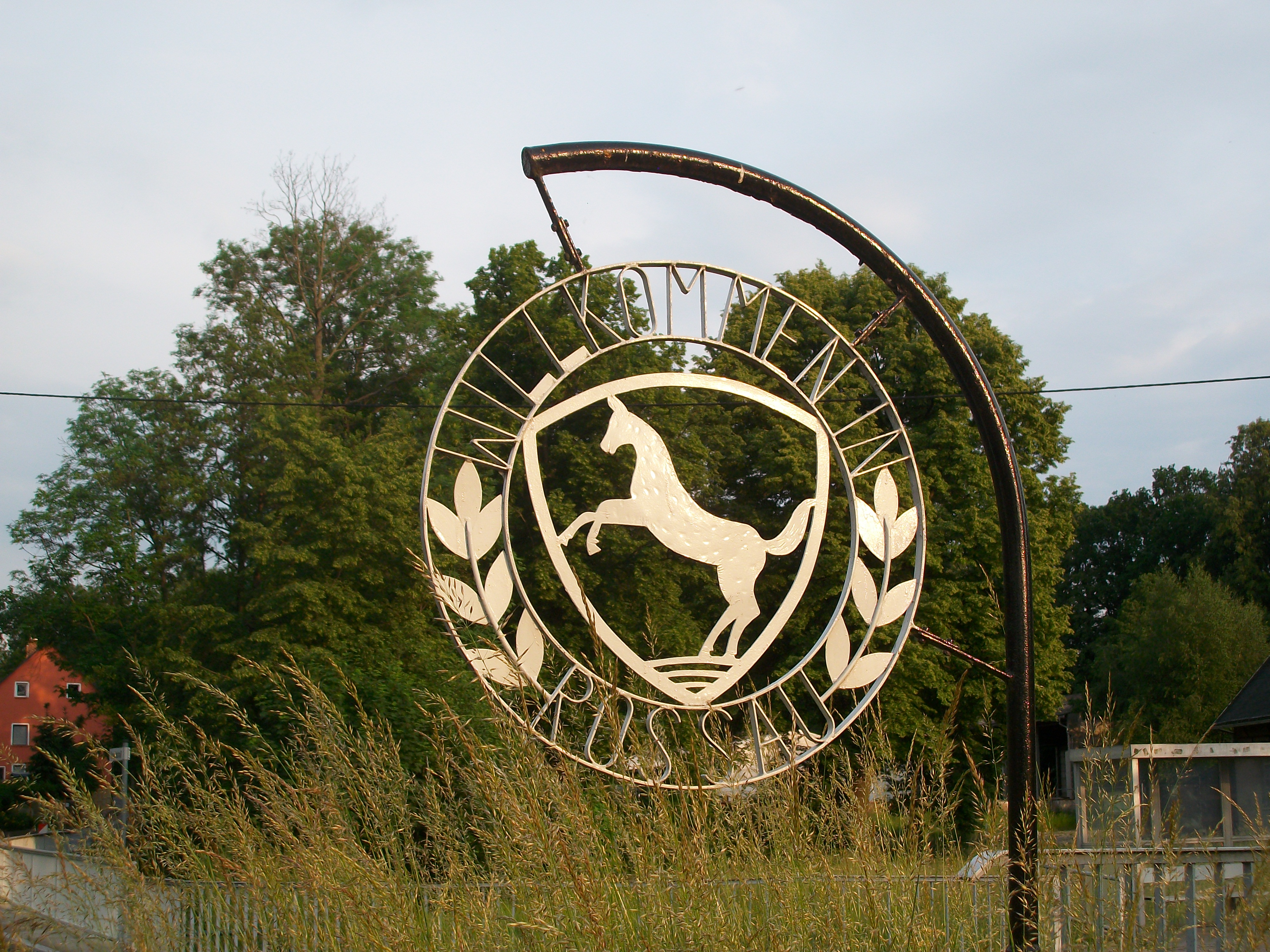
Niederrossau, Ortseingang

### Geografische Lage und Verkehr
Niederrossau bildet den nordwestlichen Teil des baulich zusammen gewachsenen Orts Rossau. Der durch den Ort fließende Auenbach mündet in die Zschopau. Niederrossau liegt nordwestlich der Anschlussstelle „Hainichen“ der Bundesautobahn 4, welche über die Staatsstraße 32 bzw. über die Staatsstraße 201 in Oberrossau erreichbar ist.

### Nachbarorte
| Hermsdorf, Erlebach       | Höckendorf                                  |            |
| Weinsdorf                 | Kompassrose, die auf Nachbargemeinden zeigt | Oberrossau |
| Bürgerwald (zu Mittweida) | Seifersbach                                 |            |

## Geschichte

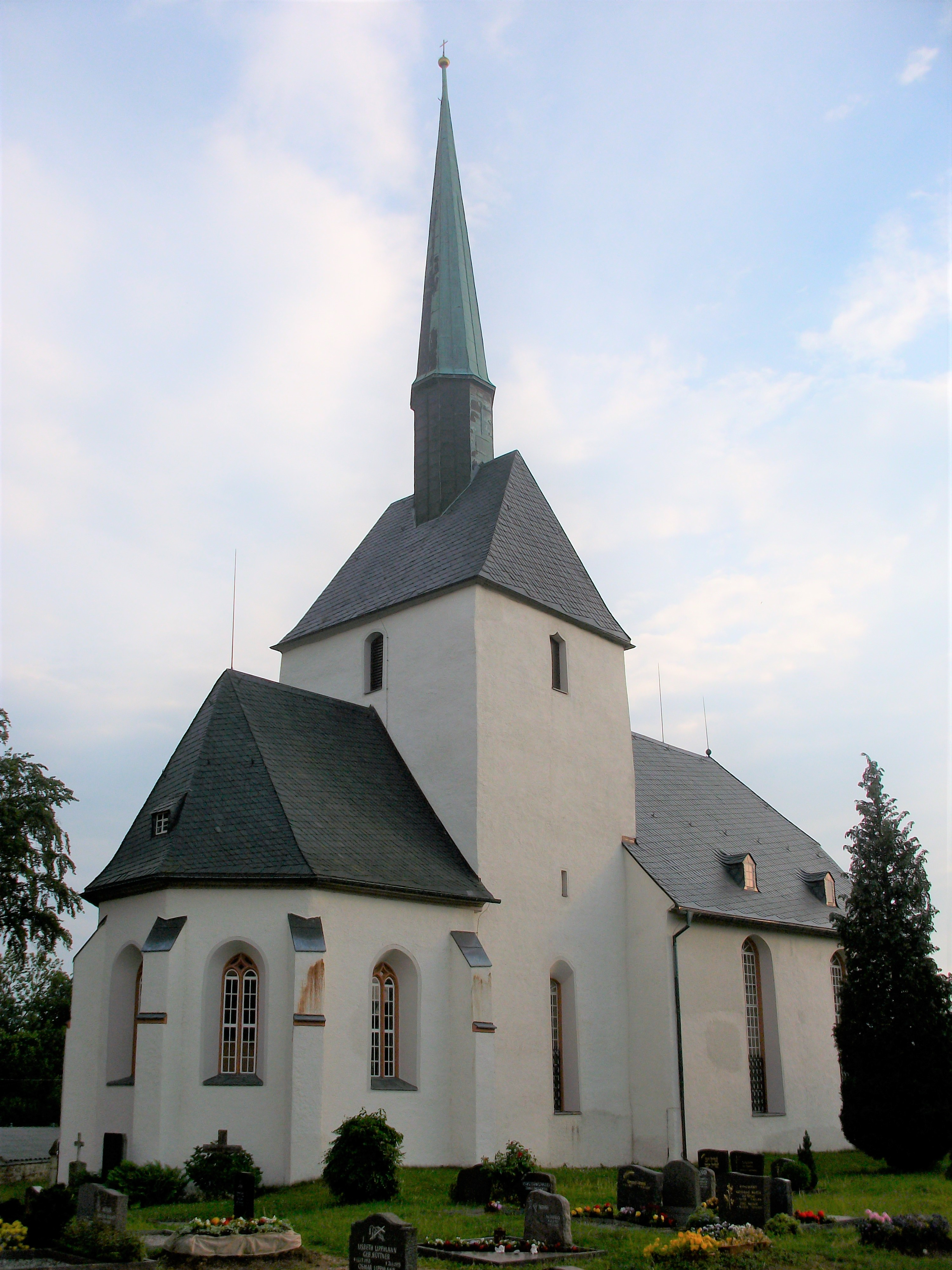
Dorfkirche Rossau

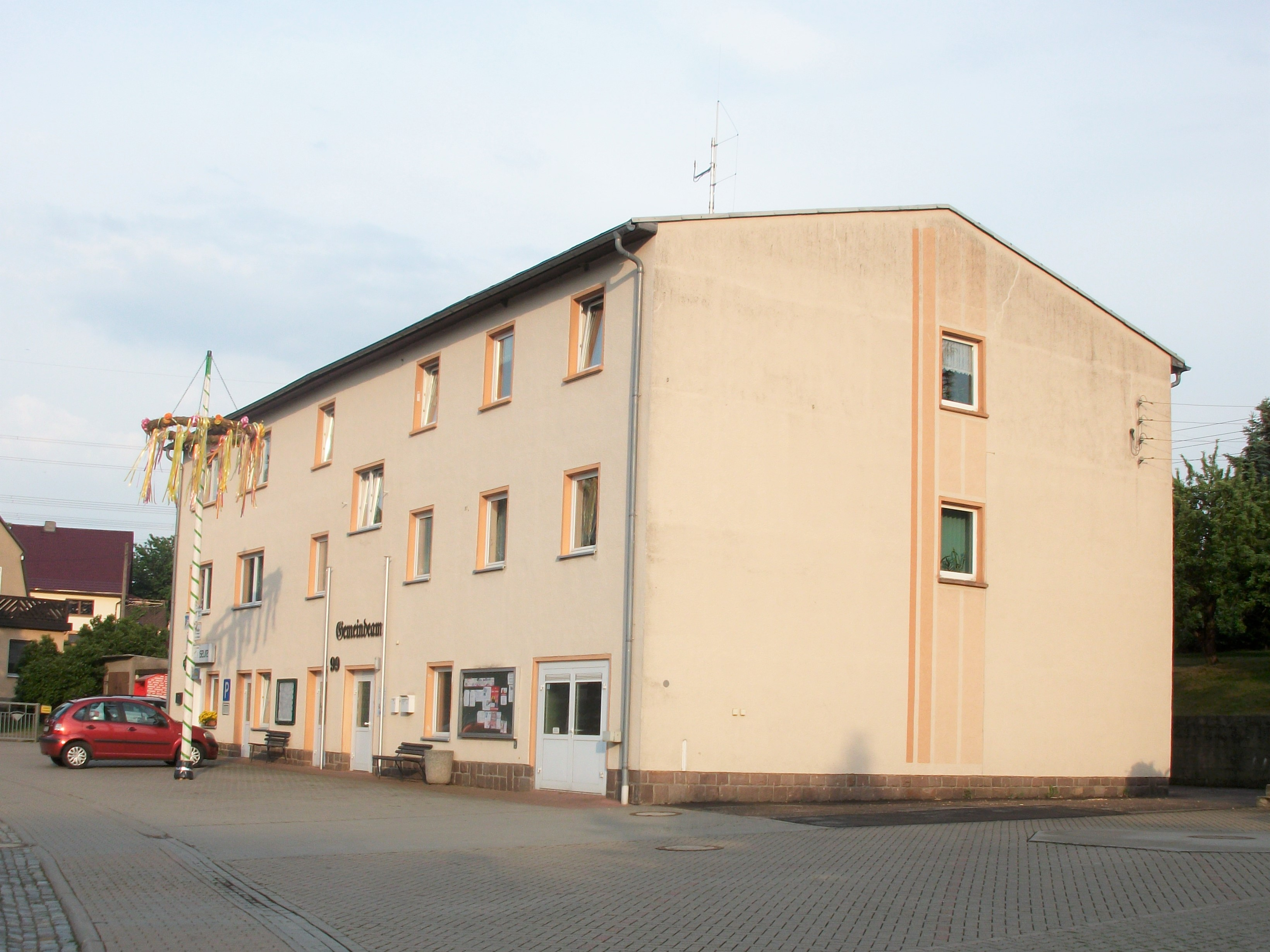
Gemeindeamt Rossau in Niederrossau

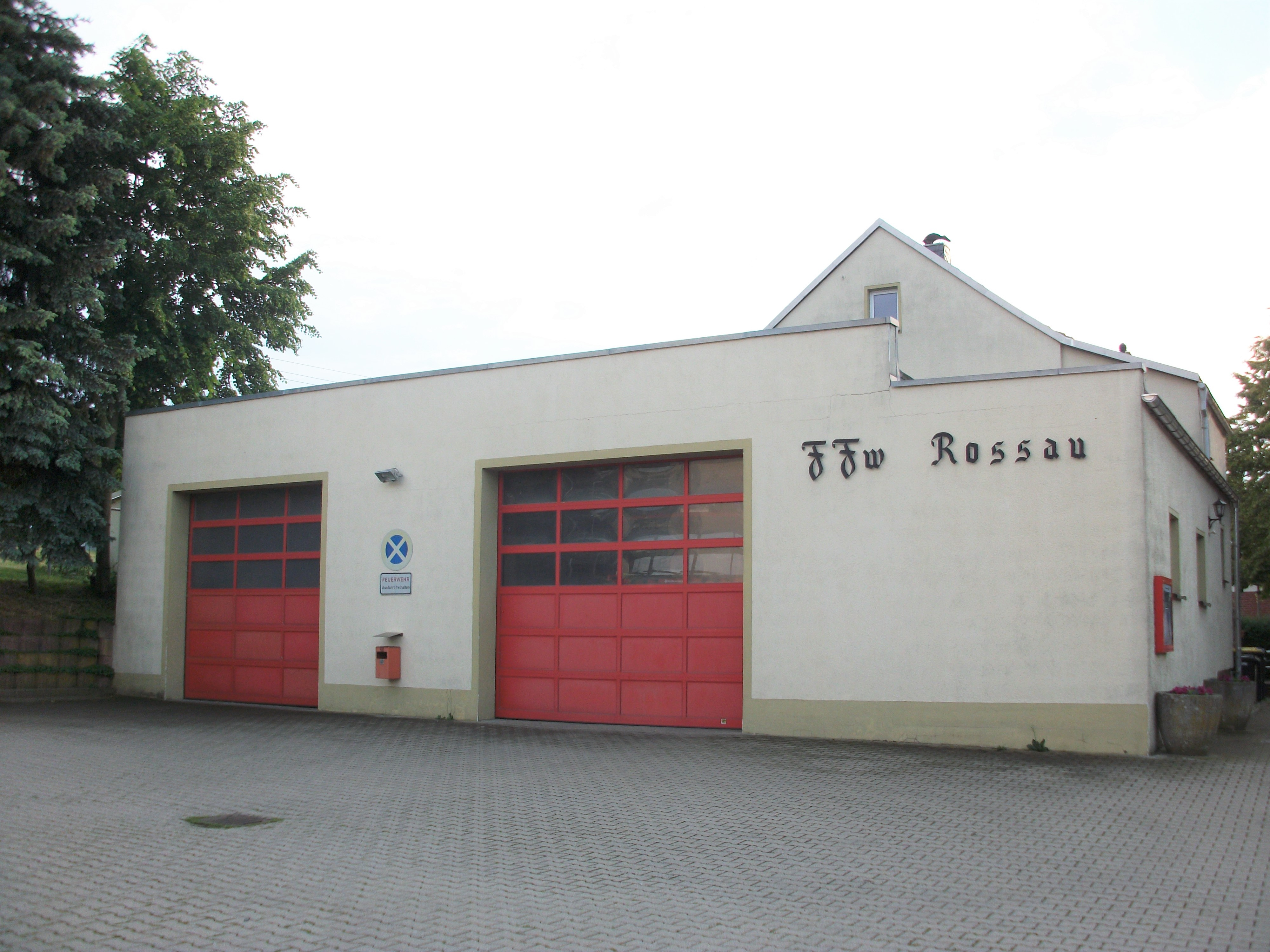
Feuerwehrhaus der Freiwilligen Feuerwehr Rossau in Niederrossau

Der Ort „Rozzow“ genannte Ort Rossau wurde erstmals im Jahr 1378 erwähnt. Zu dieser Zeit wurde noch nicht zwischen Ober- und Niederrossau unterschieden. Belege für die Erwähnung der beiden Orte gibt es u. a. für Niederrossau aus dem Jahr 1551 als „Rossaw Nieder Gemeynn“ und ab 1791 als „Ober Roßau“ und „Nieder Roßau“. Die denkmalgeschützte Rossauer Kirche im heutigen Niederrossau entstand im 12/13. Jahrhundert als Wehrkirche. Sie ist somit eine der ältesten Kirchen in Sachsen. Im Jahr 1483 erhielt Georg von Honsberg auf Schloss Schweta bei Döbeln vom Leisniger Burggrafen das Dorf Rossau mit Gerichten, Zinsen und Kirchlehen. 1551 wurde Schweta zum Rittergut und 1555 war Georg von Honsberg der Besitzer. Er war Herr zu Rossau und des dazugehörigen großen Waldes. Diesen Wald verkaufte Johann von Honsberg im Jahre 1569 dem Kurfürsten Friedrich III. Bis zu dieser Zeit gehörte Rossau zum Amt Freiberg, seit dem Verkauf jedoch als Amtsdorf zum Amt Nossen, das im Jahr 1540 aus dem säkularisierten Besitz des Klosters Altzella im Jahr der gebildet worden war.
Niederrossau, das seit dem 18. Jahrhundert nachweislich von Oberrossau unterschieden wurde, gehörte bis 1856 zum kursächsischen bzw. königlich-sächsischen Amt Nossen. Bei den im 19. Jahrhundert im Königreich Sachsen durchgeführten Verwaltungsreformen wurden die Ämter aufgelöst. Dadurch kam Niederrossau im Jahr 1856 unter die Verwaltung des Gerichtsamts Mittweida und 1875 an die neu gegründete Amtshauptmannschaft Rochlitz.
Am 1. Juli 1950 wurde die Gemeinde Niederrossau mit den Gemeinden Weinsdorf (mit dem Ortsteil Liebenhain) und Oberrossau zur Gemeinde Rossau zusammengeschlossen, die durch die zweite Kreisreform in der DDR im Jahr 1952 dem Kreis Hainichen im Bezirk Chemnitz (1953 in Bezirk Karl-Marx-Stadt umbenannt) angegliedert wurde. In Niederrossau befindet sich das Gemeindeamt der Gemeinde Rossau. Niederrossau gehörte als Teil der Gemeinde Rossau ab 1990 zum sächsischen Landkreis Hainichen, der 1994 im neu gebildeten Landkreis Mittweida und 2008 im neu gebildeten Landkreis Mittelsachsen aufging.

## Sehenswürdigkeiten
- Dorfkirche Rossau